# Хайнс, Джон
Джон Ха́йнс (англ. John Hynes; род. 10 февраля 1975, Уорик, Род-Айленд) — американский хоккеист, тренер. Выступал на позиции левого нападающего. В настоящее время главный тренер клуба НХЛ «Миннесота Уайлд».

## Игровая карьера
С 1994 по 1996 год играл за Бостонский университет. За 42 матча набрал 10 очков и 34 минуты штрафа. В 1995 году вместе с командой выиграл чемпионат Национальной ассоциации студенческого спорта. В это же время Хайнс получил степень бакалавра в области здравоохранения и физического воспитания.

## Тренерская карьера
В 1996 году после завершения игровой карьеры стал ассистентом тренера хоккейной команды университета Бостона.
В сезоне 2001/02 был помощником тренера Массачусетского университета в Лоуэлле. В сезоне 2002/03 он стал помощником тренера университета Висконсина. После сезона 2002/03 Хайнс провел следующие шесть сезонов в качестве главного тренера в Юниорской сборной США по хоккею. На этом посту он одержал 235 побед при 122 поражениях.
В 2008—2009 годах Хайнс был главным тренером хоккейной сборной США до 17 лет, одержав 42 победы при 23 поражениях. Джон также привёл сборную США до 18 лет к трём медалям на чемпионате мира среди юношей до 18 лет: золотой в 2006 году, серебряной в 2004 году и бронзовой в 2008 году. Он был главным тренером национальной сборной США на чемпионате мира среди юниоров 2008 года, а также помощником тренера в сборной США 2004 года, которая выиграла золотую медаль на чемпионате мира среди юниоров.

### Уилкс-Барре/Скрэнтон Пингвинз
4 августа 2009 года был назначен генеральным менеджером Рэем Шеро на должность ассистента главного тренера «Уилкс-Барре/Скрэнтон Пингвинз», которым в тот момент был Тодд Рирден. 31 июля 2010 года было объявлено о переводе Хайнса на должность главного тренера «Уилкс-Барре/Скрэнтон Пингвинз» из-за повышения Рирдена до уровня помощника тренера «Питтсбурга». Под руководством Хайнса «Уилкс-Барре/Скрэнтон Пингвинз» выходили в плей-офф все пять сезонов, из которых дважды выходили в финал конференции.

### Нью-Джерси Девилз
2 июня 2015 года Хайнс был назначен новым главным тренером клуба НХЛ «Нью-Джерси Девилз», заменив Скотта Стивенса и Адама Оутса. В тот момент генеральным менеджером «дьяволов» был Рэй Шеро, с которым американец был хорошо знаком в «Пингвинз». Хайнс стал самым молодым главным тренером НХЛ в сезоне 2015/16. 5 апреля 2018 года после победы над «Торонто Мэйпл Лифс», «дьяволы» под руководством Хайнсп впервые вышли в плей-офф с 2012 года. Однако, несмотря на все усилия, они проиграли в первом раунде «Лайтнинг» в пяти играх.
3 января 2019 года он подписал с «Нью-Джерси» продление контракта на несколько лет, однако ровно через 11 месяцев был уволен из-за неудовлетворительных результатов после серии из шести поражений подряд. Ален Насреддин был назначен и. о. главного тренера «Девилз».

### Нэшвилл Предаторз
7 января 2020 года был назначен главным тренером «Нэшвилл Предаторз», заменив на данном посту Питера Лавиолетта. Хайнс стал лишь третьим тренером в истории «Нэшвилла». При нем в сезоне 2019/20 команда уступила в квалификационном раунде «Аризоне» в четырёх играх и не попала в плей-офф. В сезоне 2020/21 команда заняла 4-е место в Центральном дивизионе, но проиграла в 1-м раунде в 6-и матчах «Каролине Харрикейнз». Обе победы были добыты лишь в овертаймах. В сезоне 2021/22 клуб с треском проиграл в четырех матчах «Эвеланш», впервые в истории франшизы не одержав ни одной победы в раунде плей-офф.
Данный тренер предпочитал возрастных игроков, именно поэтому большую часть времени новички Филип Томасино и Коди Гласс проводили в АХЛ или играли в нижних звеньях, а Ээли Толванен и вовсе чаще попадал в запас, а после и вовсе был выставлен на драфт отказов. Всего под руководством Хайнса команда одержала лишь 3 победы в плей-офф за 4 года, а в сезоне 2022/23 клуб и вовсе впервые за 8 лет не попал в плей-офф. По окончании сезона 2022/23 Джон Хайнс был смещён с должности.

### Миннесота Уайлд
27 ноября 2023 года Хайнс стал новым главным тренером «Миннесоты Уайлд», заменив Дина Эвасона, при котором «дикари» потерпели серию из семи поражений подряд.

## Достижения
2010/11 — Луис Эй-Ар Пьери Мемориал Эворд

## Тренерская статистика

### НХЛ
| Клуб                      | Сезон                     | Регулярный чемпионат | Регулярный чемпионат | Регулярный чемпионат | Регулярный чемпионат | Регулярный чемпионат | Регулярный чемпионат | Плей-офф | Плей-офф | Плей-офф | Плей-офф                                      |
| Клуб                      | Сезон                     | И                    | В                    | П                    | ПО                   | Очки                 | Место                | В        | П        | % побед  | Итог                                          |
| ------------------------- | ------------------------- | -------------------- | -------------------- | -------------------- | -------------------- | -------------------- | -------------------- | -------- | -------- | -------- | --------------------------------------------- |
| Нью-Джерси Девилз         | 2015/16                   | 82                   | 38                   | 36                   | 8                    | 84                   | 7-е в Столичном      | —        | —        | —        | не попали в плей-офф                          |
| Нью-Джерси Девилз         | 2016/17                   | 82                   | 28                   | 40                   | 14                   | 70                   | 8-е в Столичном      | —        | —        | —        | не попали в плей-офф                          |
| Нью-Джерси Девилз         | 2017/18                   | 82                   | 44                   | 29                   | 9                    | 97                   | 5-е в Столичном      | 1        | 4        | .200     | Поражение в 1-м раунде (Тампа-Бэй)            |
| Нью-Джерси Девилз         | 2018/19                   | 82                   | 31                   | 41                   | 10                   | 72                   | 8-е в Столичном      | —        | —        | —        | не попали в плей-офф                          |
| Нью-Джерси Девилз         | 2019/20                   | 26                   | 9                    | 13                   | 4                    | (22)                 | уволен               | —        | —        | —        | —                                             |
| Всего в Нью-Джерси Девилз | Всего в Нью-Джерси Девилз | 354                  | 150                  | 159                  | 45                   |                      |                      | 1        | 4        | .200     | 1 участие в плей-офф                          |
| Нэшвилл Предаторз         | 2019/20                   | 28                   | 16                   | 11                   | 1                    | 33                   | 5-е в Центральном    | 1        | 3        | .250     | Поражение в квалификационном раунде (Аризона) |
| Нэшвилл Предаторз         | 2020/21                   | 56                   | 31                   | 23                   | 2                    | 64                   | 4-е в Центральном    | 2        | 4        | .333     | Поражение в 1-м раунде (Каролина)             |
| Нэшвилл Предаторз         | 2021/22                   | 82                   | 45                   | 30                   | 7                    | 97                   | 5-е в Центральном    | 0        | 4        | .000     | Поражение в 1-м раунде (Колорадо)             |
| Нэшвилл Предаторз         | 2022/23                   | 82                   | 42                   | 32                   | 8                    | 92                   | 5-е в Центральном    |          |          |          | не попали в плей-офф                          |
| Всего в Нэшвилл Предаторз | Всего в Нэшвилл Предаторз | 248                  | 134                  | 96                   | 18                   |                      |                      | 3        | 11       | .214     | 3 участия в плей-офф                          |
| Всего в НХЛ               | Всего в НХЛ               | 602                  | 284                  | 255                  | 63                   |                      |                      | 4        | 15       | .211     | 4 участия в плей-офф                          |

### АХЛ
| Клуб                                   | Сезон                                  | Регулярный чемпионат | Регулярный чемпионат | Регулярный чемпионат | Регулярный чемпионат | Регулярный чемпионат | Регулярный чемпионат | Регулярный чемпионат | Плей-офф | Плей-офф | Плей-офф                           |
| Клуб                                   | Сезон                                  | И                    | В                    | П                    | Н                    | ПО                   | Очки                 | Место                | В        | П        | Итог                               |
| -------------------------------------- | -------------------------------------- | -------------------- | -------------------- | -------------------- | -------------------- | -------------------- | -------------------- | -------------------- | -------- | -------- | ---------------------------------- |
| Уилкс-Барре Скрэнтон Пингвинз          | 2010/11                                | 80                   | 58                   | 21                   | 1                    | 117                  | 1-е в Восточном      | 6                    | 6        | .500     | Поражение в финале Дивизиона       |
| Уилкс-Барре Скрэнтон Пингвинз          | 2011/12                                | 76                   | 44                   | 25                   | 7                    | 95                   | 2-е в Восточном      | 6                    | 6        | .500     | Поражение в полуфинале Конференции |
| Уилкс-Барре Скрэнтон Пингвинз          | 2012/13                                | 76                   | 42                   | 30                   | 4                    | 88                   | 3-е в Восточном      | 8                    | 7        | .533     | Поражение в финале Конференции     |
| Уилкс-Барре Скрэнтон Пингвинз          | 2013/14                                | 76                   | 42                   | 26                   | 8                    | 92                   | 2-е в Восточном      | 9                    | 8        | .529     | Поражение в финале Конференции     |
| Уилкс-Барре Скрэнтон Пингвинз          | 2014/15                                | 76                   | 45                   | 24                   | 7                    | 97                   | 2-е в Восточном      | 4                    | 4        | .500     | Поражение в полуфинале Конференции |
| Всего за Уилкс-Барре Скрэнтон Пингвинз | Всего за Уилкс-Барре Скрэнтон Пингвинз | 384                  | 231                  | 126                  | 27                   |                      |                      | 33                   | 31       | .516     | 5 участий в плей-офф               |